# Capră
Capra domestică (Capra aegagrus hircus) este o subspecie domesticită a caprei sălbatice din Asia de sud-vest și Europa de est. Este un membru al familiei bovidelor. Masculul caprei domestice, al caprei negre și al căprioarei se numește țap.

## Istoria
Caprele sunt printre primele animale domesticite de către om. Analiza genetică cea mai recentă confirmă dovezile arheologice și anume că Munții Zagros din Iran sunt originea tuturor caprinele domestice astăzi. O altă sursă genetică majoră  de caprine moderne este capra Bezoar, din regiunile muntoase din Asia Mică și Orientul Mijlociu. Păstorii neolitici au început să păstreze caprinele pentru lapte și carne, dar au fost folosite și drept combustibil, pentru îmbrăcăminte, construcții și instrumente. Cele mai timpurii resturi de capre domesticite datând de acum 10.000 ani se găsesc în Ganj Dareh în Iran. Rămășițe de capră au fost găsite la siturile arheologice din Ierihon, Choga, Mami, Djeitun și Cayonu, datând de acum 8000 și 9000 de ani în urmă.

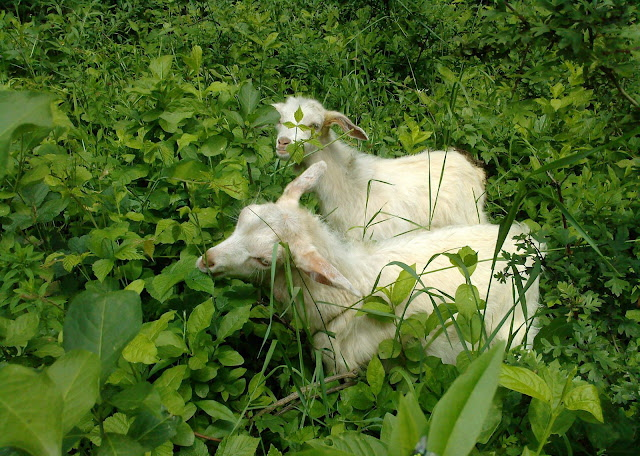
Capre domestice (Capra aegagrus hircus)

## Caracteristici
Există peste 300 de rase distincte de capră. Speranța de viață pentru caprine este cuprinsă între 15 și 18 ani. Un exemplar a avut chiar 24 ani.
Caprele sunt extrem de curioase și inteligente. Cele mai multe capre, în mod natural, au două coarne, de diferite forme și mărimi în funcție de rasă. Caprele sunt rumegătoare.

### Compoziția laptelui
Caprele produc aproximativ 2% din laptele total produs în lume.
| Constituent      | Capră | Vacă | Om   |
| ---------------- | ----- | ---- | ---- |
| Grăsime (g)      | 3,8   | 3,6  | 4,0  |
| Proteine (g)     | 3,5   | 3,3  | 1,2  |
| Lactoză (g)      | 4,1   | 4,6  | 6,9  |
| Cenușă (g)       | 0,8   | 0,7  | 0,2  |
| Total solide (g) | 12,2  | 12,3 | 12,3 |
| Calorii          | 70    | 69   | 68   |

| Constituenți               | unitate | Vacă | Capră | Oaie | Bivoliță |
| -------------------------- | ------- | ---- | ----- | ---- | -------- |
| Apă                        | g       | 87,8 | 88,9  | 83,0 | 81,1     |
| Proteine                   | g       | 3,2  | 3,1   | 5,4  | 4,5      |
| Grăsime                    | g       | 3,9  | 3,5   | 6,0  | 8,0      |
| Carbohidrați               | g       | 4,8  | 4,4   | 5,1  | 4,9      |
| Energie                    | kcal    | 66   | 60    | 95   | 110      |
| Energie                    | kJ      | 275  | 253   | 396  | 463      |
| Lactoză                    | g       | 4,8  | 4,4   | 5,1  | 4,9      |
| Colesterol                 | mg      | 14   | 10    | 11   | 8        |
| Calciu                     | IU      | 120  | 100   | 170  | 195      |
| Acizi grași saturați       | g       | 2,4  | 2,3   | 3,8  | 4,2      |
| Acizi grași mononesaturați | g       | 1,1  | 0,8   | 1,5  | 1,7      |
| Acizi grași polinesaturați | g       | 0,1  | 0,1   | 0,3  | 0,2      |

## Statisticile la nivel mondial
Potrivit FAO, producătorii de top, de lapte de capră, în 2008 au fost India (4 milioane tone), Bangladesh (2.16 milioane tone) și Sudan (1.47 tone).
| Țară/Regiune   | Total Animale (milioane) | Lapte de capră (milioane tone) | Carne de capră (milioane tone) |
| -------------- | ------------------------ | ------------------------------ | ------------------------------ |
| Lume           | -----                    | 15,2                           | 4,8                            |
| Africa         | 294,5                    | 3,2                            | 1,1                            |
| Nigeria        | 53,8                     | N/A                            | 0,26                           |
| Sudan          | 43,1                     | 1,47                           | 0,19                           |
| Asia           | 511,3                    | 8,89                           | 3,4                            |
| Afganistan     | 6,38                     | 0,11                           | 0,04                           |
| Pakistan       | 60,00                    | N/A                            | N/A                            |
| India          | 125,7                    | 4,0                            | 0,48                           |
| Bangladesh     | 56,4                     | 2,16                           | 0,21                           |
| China          | 149,37                   | 0,26                           | 1,83                           |
| Arabia Saudită | 2,2                      | 0,076                          | 0,024                          |
| America        | 37,3                     | 0,54                           | 0,15                           |
| Mexic          | 8,8                      | 0,16                           | 0,04                           |
| SUA            | 3,1                      | N/A                            | 0,022                          |
| Europa         | 17,86                    | 2,59                           | 0,012                          |
| Marea Britanie | 0,09                     | N/A                            | N/A                            |
| Franța         | 1,2                      | 0,58                           | 0,007                          |
| Oceania        | 3,42                     | 0,0004                         | 0,018                          |

## Galerie

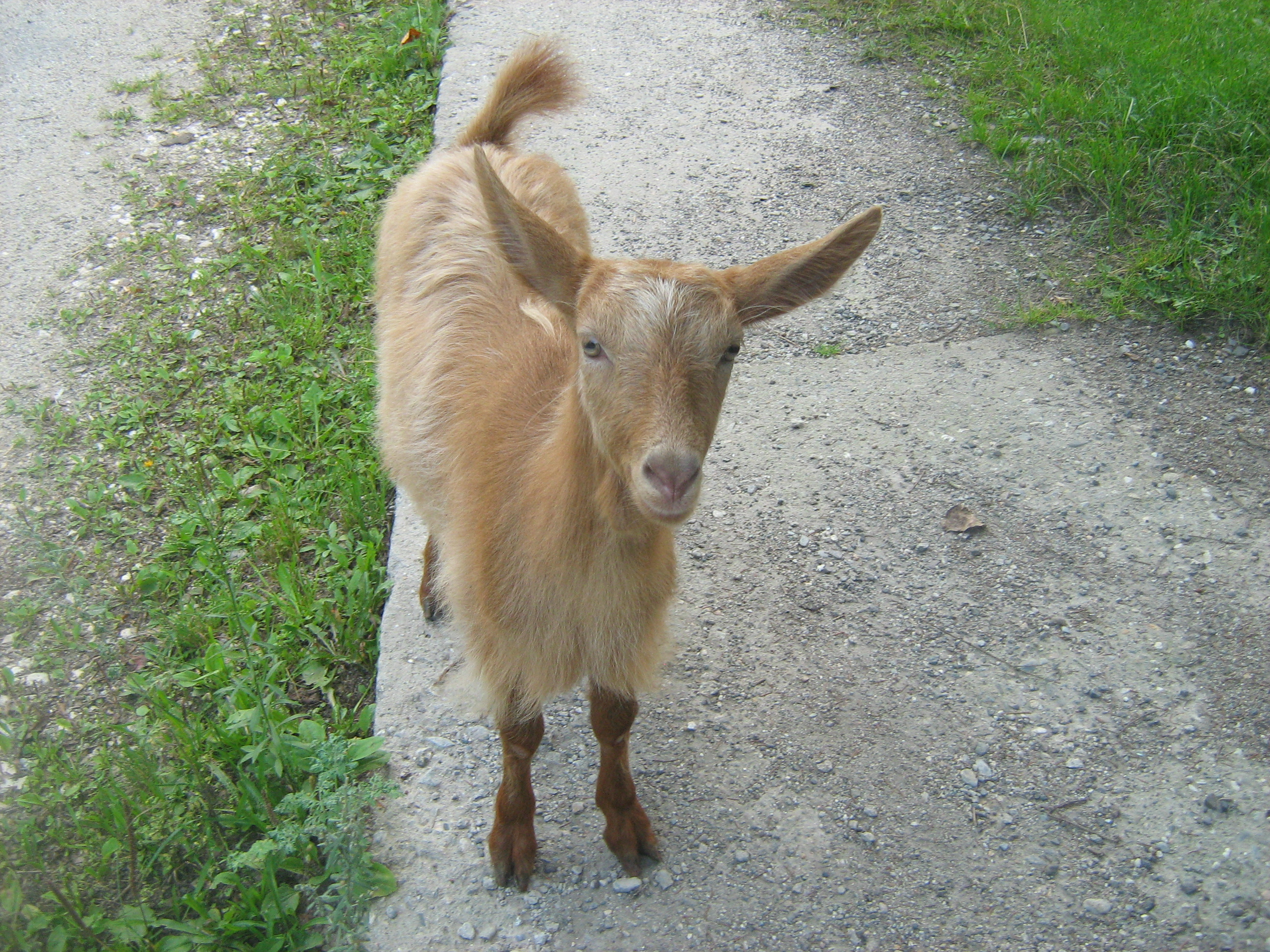
Ied din România
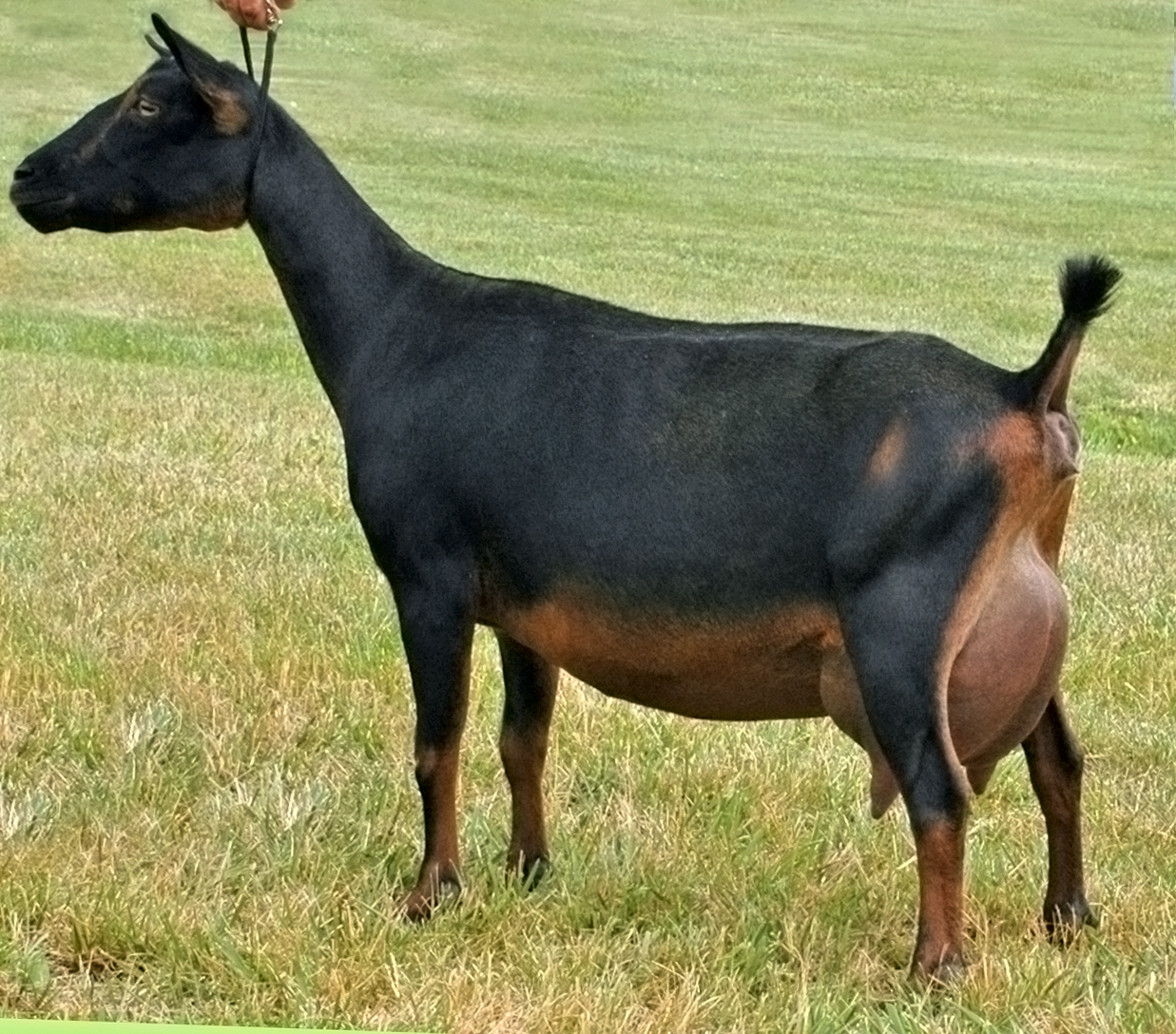
Capra pitică nigeriană, crescută pentru lapte
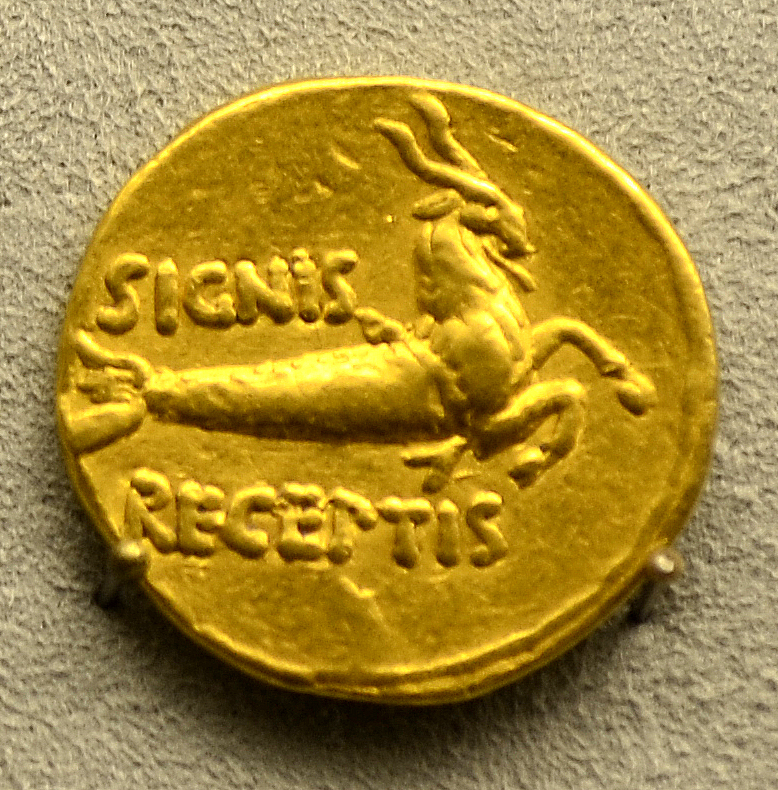
Capra de mare, ființă fabuloasă din zodiacul european (monedă din vremea împăratului Augustus)
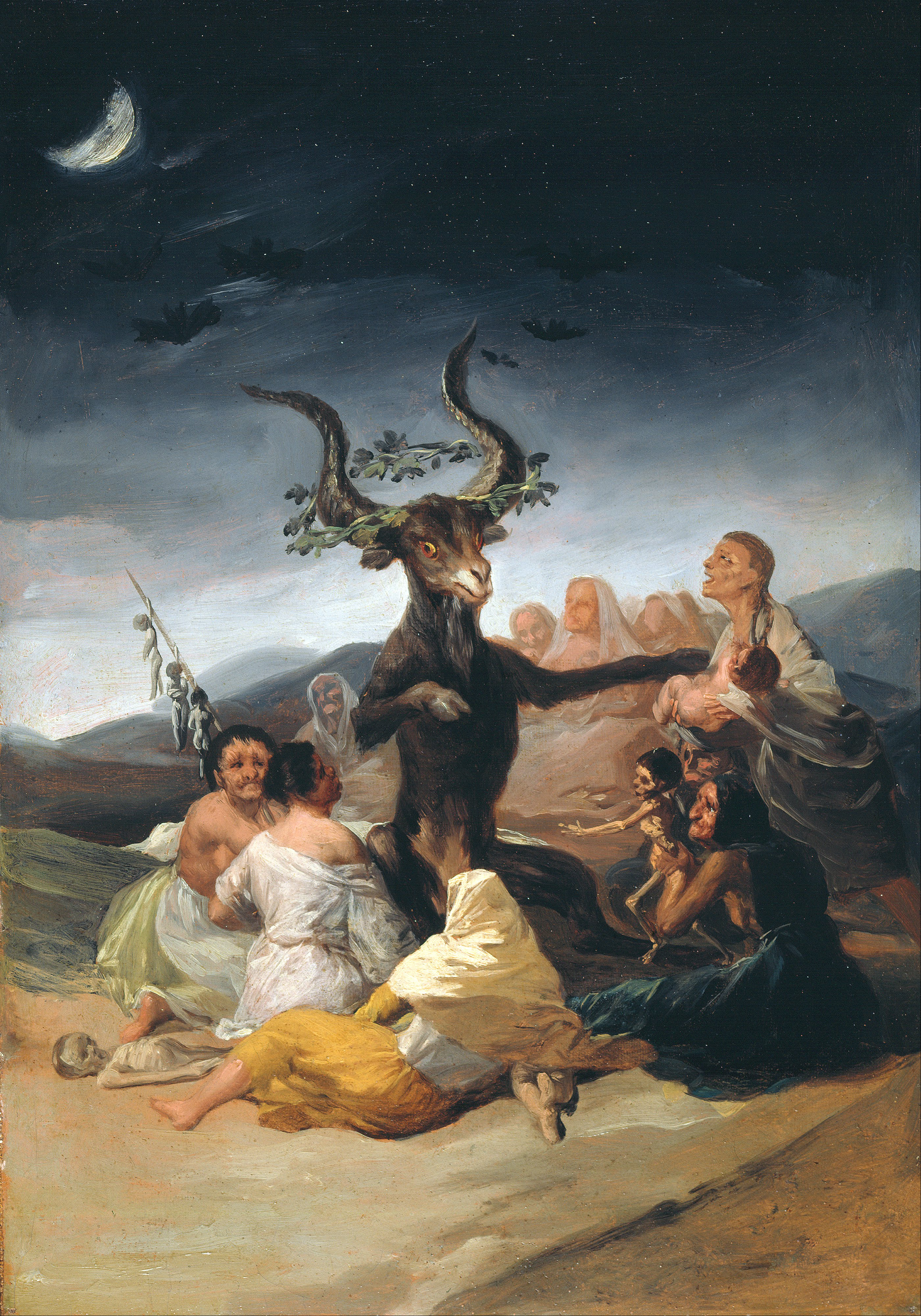
Sabatul vrăjitoarelor (Francisco de Goya)
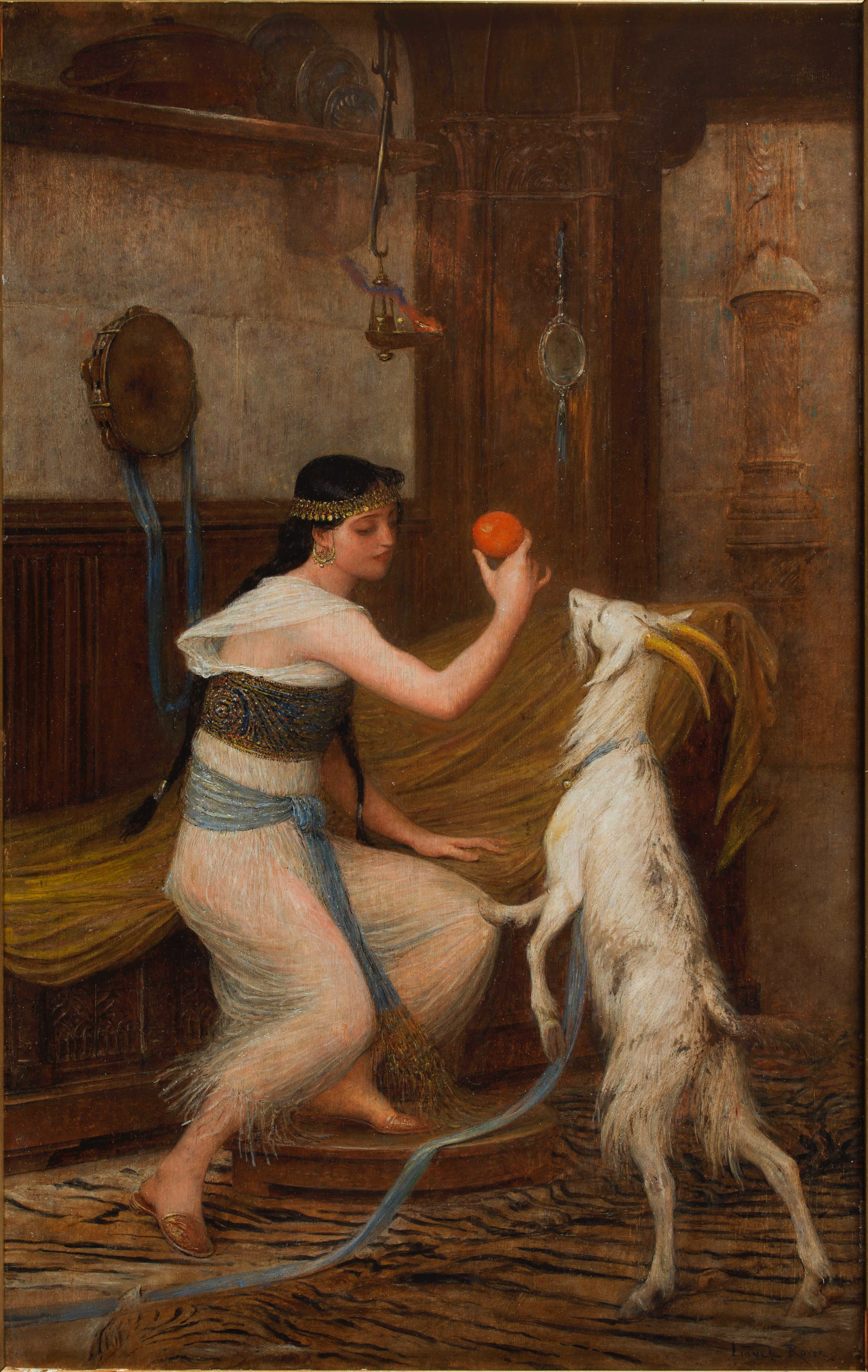
Pictură cu Esmeralda și capra sa, Djali (Lionel Royer)
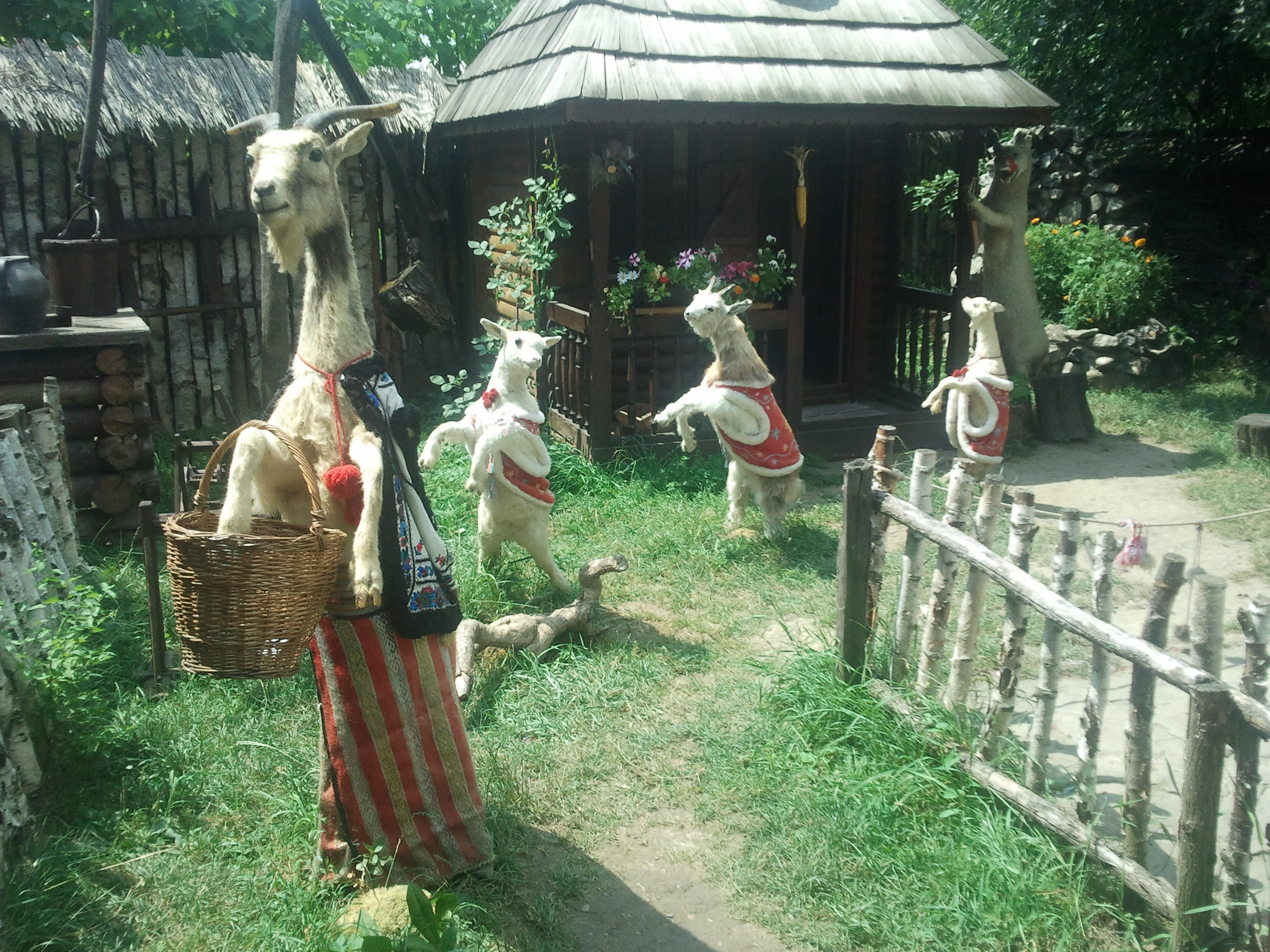
Capra cu trei iezi
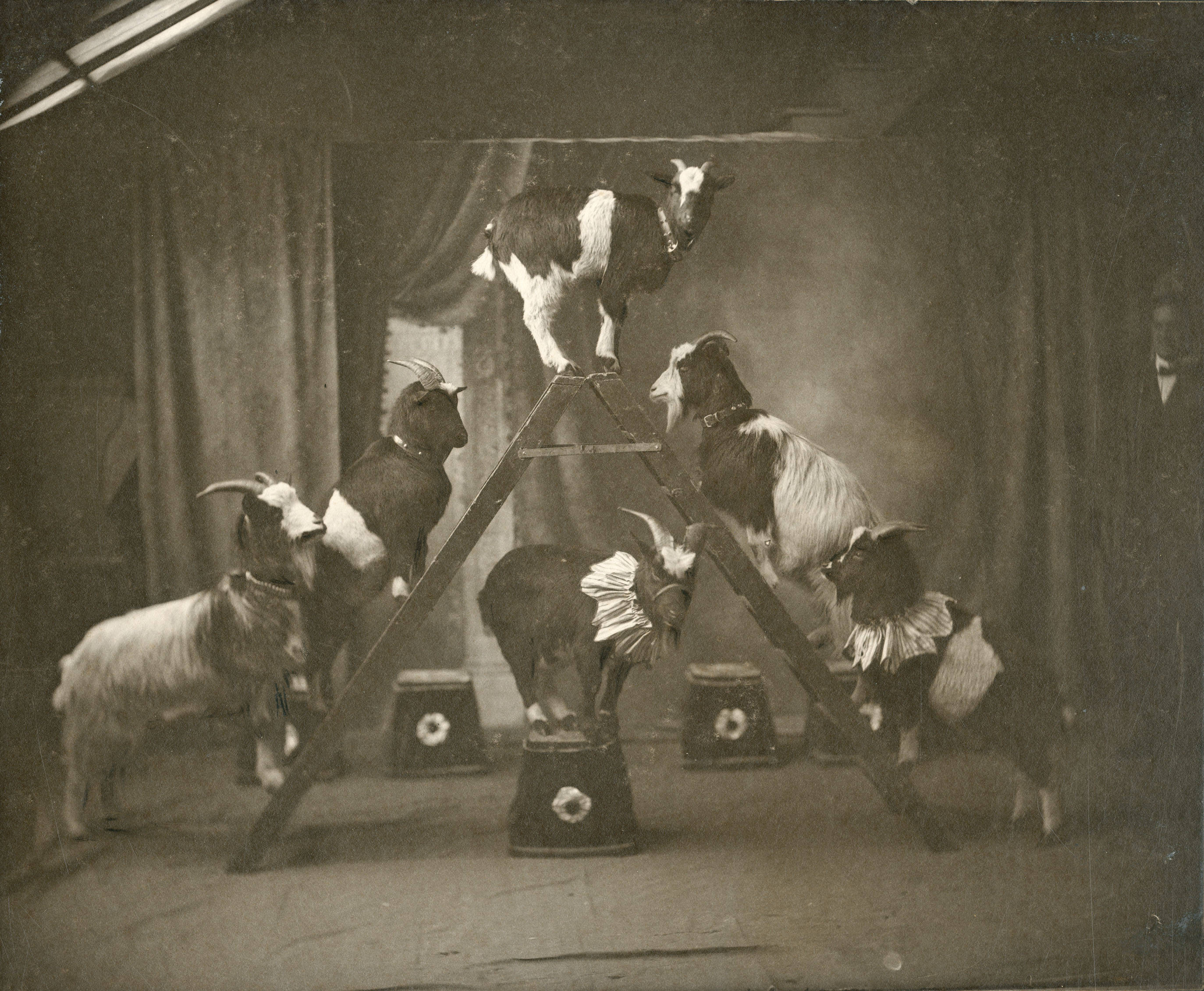
Capre de circ din Seattle, 1905